# Quick (periódico)
Quick (rápido en inglés) es un periódico diario gratuito, del área de Dallas-Fort Worth en Estados Unidos. Como el nombre lo implica, es entregado en un formato que es fácil y rápido de leer. Está disponible en las mañanas de los días laborales por medio de equipos de calle y chibaletes en las estaciones de tren del Tránsito Rápido del Área de Dallas (DART), en edificios de oficina y otros lugares concurridos por el área de Dallas. Quick es un producto de The Dallas Morning News y debutó el 10 de noviembre de 2003 y es publicado por Belo Corp.
- Datos: Q7271687